# Knihtisk

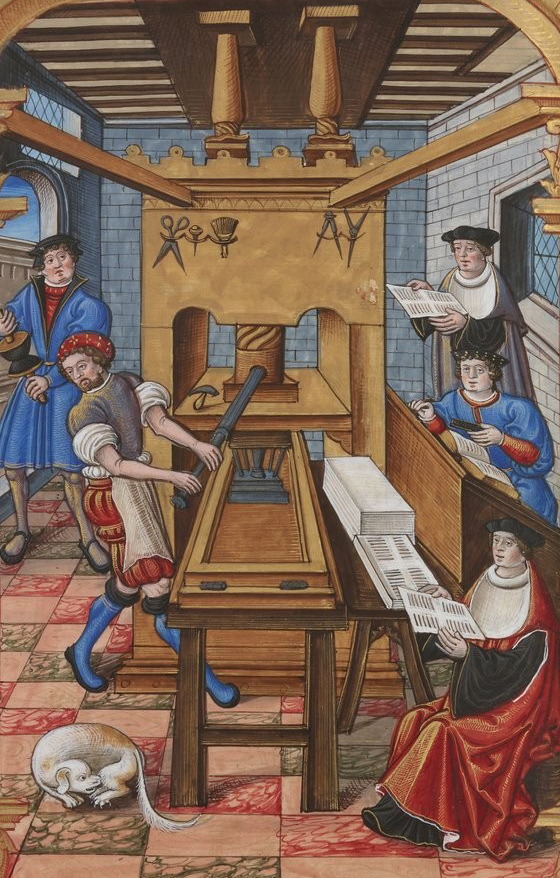
Francouzská tiskárna (kolem 1500)

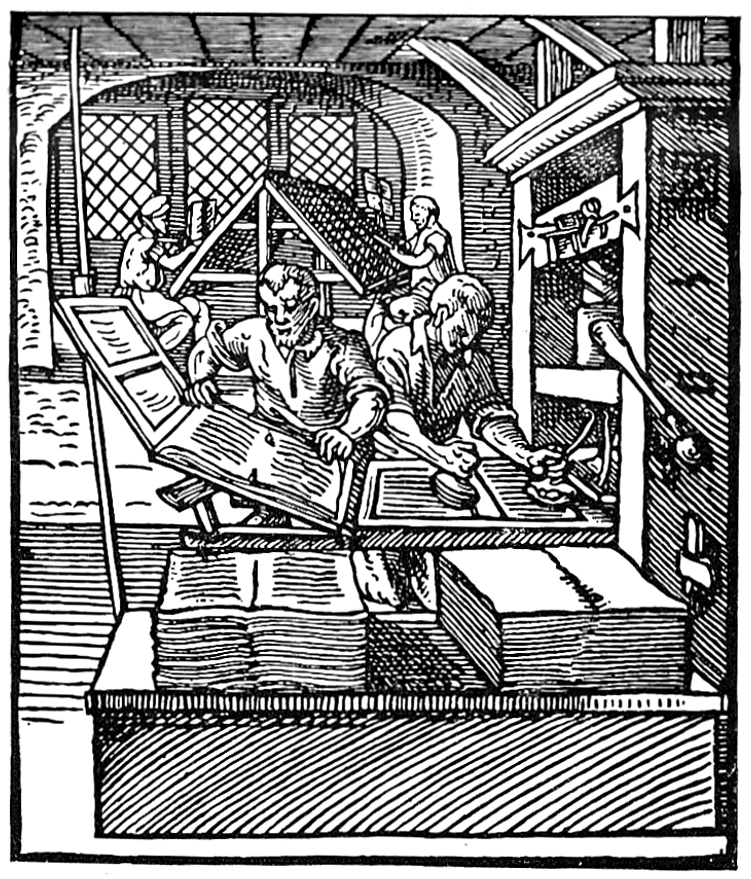
Tisk v 16. století

Knihtisk je způsob mechanického rozmnožování textu nebo obrazu vytvářející stejné kopie tiskem z výšky. Počátky jeho masového používání k tisku knih spadají na přelom let 1447/1448 a jsou spojeny s osobou Johanna Gutenberga. Vynález spočíval ve zdokonalení procesu sazby skládané ze sériově odlévaných tiskařských liter. Po polovině 15. století se knihtisk rychle rozšířil po Evropě a následně do celého světa. Nejstarší evropské tisky do roku 1500 se nazývají inkunábule, tisky z let 1501–1520 postinkunábule, z let 1501–1550 pak souhrnně paleotypy.

## Historie vzniku
Johannes Gutenberg měl mnoho přímých i nepřímých předchůdců, a to jak v Evropě, tak v Asii. Za nejstaršího předchůdce knihtisku lze považovat nejrůznější pečetidla a razítka, jakožto první nástroje pro opakované „psaní“ stejné značky, slova či věty. Z území Mezopotámie, na němž působily kultury sumerská, asyrská a babylonská, se dochovaly známky tiskařské, či spíše razičské činnosti v podobě malých kamenných válečků, kterými se pečetily ještě nevypálené hliněné destičky. Ty pocházejí z doby asi 3000 let př. n. l., stejně jako cihly s tištěnými nápisy ze stejné oblasti. Poměrně známý je tzv. Disk z Faistu z období okolo roku 1600 př. n. l. Je to hliněný kotouč, nalezený roku 1908 na Krétě v paláci ve Faistu, nesoucí na sobě nápis v hieroglyfickém písmu provedený jednotlivými razidly. Význam textu či textů na disku nebyl dosud rozluštěn.
Tisk z výšky se patrně poprvé objevil v Číně, kde první deskové tisky vznikly v 9. století. Od 11. století se údajně užívaly i pohyblivé litery. Za jejich vynálezce bývá považován čínský kovář Bi-Sheng. Ten používal ručně vyráběných liter z pálené hlíny, které vysázel na kovovou desku a slepil je voskovým tmelem. Po vyhotovení otisku se deska nahřála, tím tmel povolil a písmena povolila. Poté bylo možno sestavit jiný text a tisknout znovu. Ovšem nedochovaly se ani hliněné litery, ani žádný takto provedený tisk. V Koreji byly vynalezeny trvanlivější litery, do kterých se písmo vyřezávalo negativně. Tímto způsobem vznikl v roce 1234 soubor zákonů Sandem Remum, jejž považujeme za nejstarší knihu tištěnou pohyblivými literami. Nejstarší dochovaný tisk (Kniha Čikči) vznikl v období Dynastie Korjo v červenci roku 1377. Kovové litery z mosazi se však ryly jednotlivě, nepoužíval se tiskařský lis a technika se nerozšířila, možná proto, že nebyla dostatečně rychlá a na druhé straně nebyla po ní poptávka. Tisklo se dále z dřevěných desek a moderní knihtisk se tak i do východní Asie rozšířil až v 19. století z Evropy.
Do Evropy razítkový tisk moc nepronikl. V klášteře Prüfening u Řezna lze vidět asi nejstarší ukázku této techniky na území Evropy, je zde nápis z roku 1119 pořízený pro zasvěcení kostela svatému Jiří. Nápis byl vytlačen do hliněné desky jednotlivými písmenovými razidly nejspíše z tvrdého dřeva. Další dřevěná razítka jsou z 2. poloviny 13. století z anglických kostelů v Birminghamu, Oxfordu a Surrey, kde jimi byly pořízeny sakrální nápisy. Razítka se vzácně užívala také k tisku iniciál v některých francouzských rukopisech 13. století.
Dalším předchůdcem a inspirací ke knihtisku byly otisky dřevořezů užívané původně ke zdobení látek (zejména tapet). Deskové či blokové tisky se v Evropě rozšířily ve 14. a 15. století, zejména pro tisk obrázků a jednotlivých listů. Nejznámějšími zástupci této produkce jsou hrací karty a tzv. svaté obrázky. Tisková forma pro celý list nebo stránku byla vyryta do zpravidla dřevěné desky. Tato metoda byla však kvůli jednorázovému využití drahých štočků velmi pracná a nákladná. V Číně, kde byl papír znám již od přelomu 1. a 2. století, bylo mechanické rozmnožování obrazu a textu používáno podstatně dříve. Základy deskotisku zde byly položeny již na konci 6. století. Odtud se tato technologie rozšířila do Japonska (8. století) a Koreje (10. století). Dodnes existuje několik exemplářů buddhistického kánonu Dharani-charms, vytištěného v letech 764–770 v Japonsku na papírové svitky, prý v počtu asi milionu kusů a rozesílán všem klášterům a svatyním v zemi. Tyto svitky jsou uznávány za nejstarší tištěné knihy světa.
Nejstarším zachovaným evropským dřevořezovým štočkem je tzv. Le Bois Protat z období mezi lety 1370 a 1380, který sloužil k dekoraci látek. Je 60 cm vysoký a 23 cm široký a zobrazuje tři bojovníky. Pomocí tisku na látku je zhotovena i tapeta ze Sitten z druhé poloviny 14. století. Od tisku na látku k tisku na papír již nebylo daleko. Takto vznikaly zejména již zmíněné hrací karty a devoční grafika. Z datovaných dřevořezů tohoto typu známe bruselskou Madonu z roku 1418 a postavu sv. Kryštofa z roku 1423. Odtud je již jen krůček (spíše hypotetický, vytvořený pořádáním historie) k deskotisku. Tyto tisky byly vzácně spojovány do ucelené formy, kterou nazýváme bloková kniha. Blokovou knihu můžeme vnímat jako přechodové stadium mezi iluminovaným rukopisem a prvotiskem tištěným již novou tiskovou metodou pohyblivých liter. Jsou nám známy i starší typy blokových knih, u nichž byl text na vyhotovený obrazový tisk dopisován ručně.
Pro Gutenberga, který byl vyučen ve zlatnictví, kde se naučil jak rytí do kovu, tak také odlévání, mohly být velmi inspirativní nápisy ražené na vazbách knih, které označovaly jejich obsah, udávaly letopočet či jiné informace. Nápisy do vazeb knih razil patrně jako první (nemáme žádné starší doklady této činnosti) Gutenbergův současník norimberský dominikán Conrad Forster z Ansbachu, a to již ve 30. letech 15. století. Johannes Gutenberg nebyl jediným, kdo se zabýval myšlenkou tisku ze sazby skládané z oddělených písmen. Pokud se ale pro jejich výrobu používalo dřevo, odolnost materiálu nebyla velká, kdežto rytí jednotlivých písmen z kovu bylo pracné a nákladné.

## Princip knihtisku vynalezeného Gutenbergem

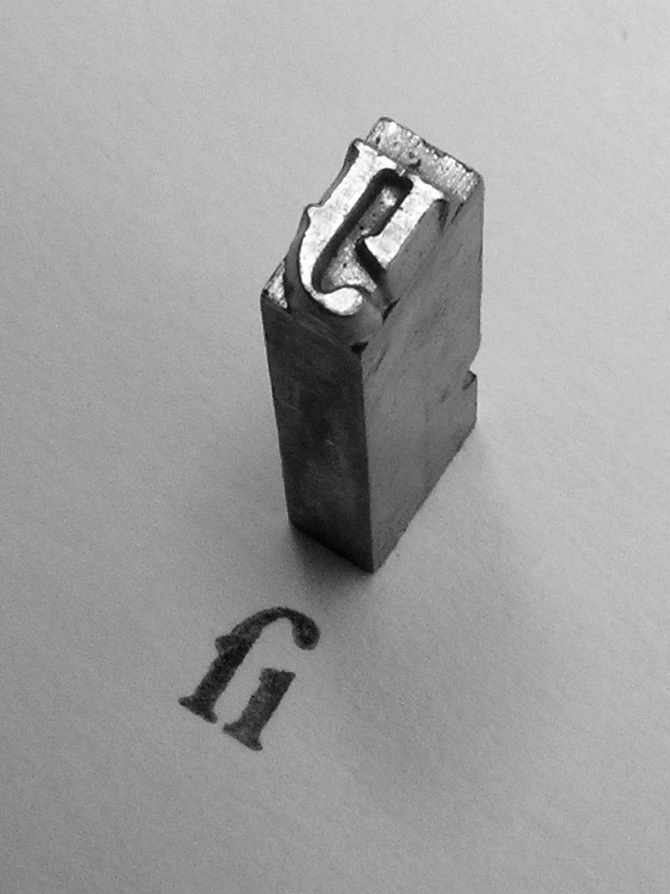
Tiskové písmeno – ligatura písmen ſ (dlouhé s) a i.

Nejdůležitější z Gutenbergových inovací byl vynález písmolijectví. Umožňoval sériovou výrobu tvarově shodných tiskařských liter. Písmorytec nejprve vyryl zrcadlově obrácený obraz písmene – patrici, která byla následně použita jako razidlo. Otiskem do měkčího kovu vznikla forma – matrice. Matrice se vložila do licího strojku a zalila roztavenou liteřinou, slitinou cínu, olova a antimonu, což je patrně také vynález Gutenbergův. Odlité litery byly otočeným obrazem písmena. Základna (tělo) litery sloužila nejen jako podložka pro písmeno, ale svými rozměry určovala i rozestupy mezi písmeny v řádku. Stejná písmová výška umožňovala řazení různých písmen do jednotné sazby. Každá tisková strana byla sestavována do dřevěné sazebnice, která určovala přesné řádkování i místa pro mezery a ilustrace. Stránky se sestavily do archu a na sazbu se nanesla koženými tampony tiskařská čerň, Gutenbergem nově vyráběná ze sazí a lněné fermeže. Pomocí upraveného lisu na víno se pak dal vytisknout celý arch najednou místo dřívějšího ručního přitlačování hladítky. Gutenbergem vynalezený postup se používal bez výrazných změn až do konce 18. století.

## Význam knihtisku
Hlavní význam knihtisku spočívá v rozšíření písemné kultury mezi širší vrstvy obyvatelstva. Knihy vydané v mnoha tištěných exemplářích byly daleko dostupnější a lépe odolaly hrozbě úplného zániku než unikátní rukopisy.
Vytváření identických kopií mělo i velký normotvorný význam. Díky knihtisku například došlo ke sjednocení liturgických textů, zásadní roli hrál knihtisk i při utváření závazných jazykových pravidel. Nové překlady Bible Martina Luthera nebo Bible kralické se staly základem spisovného německého a českého jazyka.
V 1. polovině 16. století se knihtisk stal zásadním médiem, které ovlivnilo rozmach reformačního hnutí. Knihtisk umožnil masovou produkci, kdy jedné knihy mohly být najednou vytištěny statisíce exemplářů. Např. jen dílna Hanse Luffta, tiskaře ve Wittenbergu, vytiskla mezi lety 1534 a 1574 více než 100 000 výtisků Lutherovy bible.
Nakladatelsko-autorské vazby vytvářené kolem tiskařských dílen významně působily při utváření individuálně chápaného moderního autorství. Množství tiskáren způsobilo také pokles ceny knih a vznik a rozvoj skutečného knižního trhu.

## Rozšíření knihtisku
Určení přesného data vzniku u nejstarších prvotisků bývá velice obtížné. Nakladatelské údaje u knih totiž zpočátku nebyly pravidlem, mnohdy se zachoval pouhý zlomek díla. Proto se na datování prvních tisků často usuzuje srovnávacím studiem tiskového písma, filigránů, obsahovou a jazykovou analýzou textu nebo na základě archivních pramenů.
Zpočátku byl vynález výrobním tajemstvím dílny vynálezce knihtisku Johannese Gutenberga. Poté, co Gutenberg prohrál soudní spor s Johannem Fustem a byla mu v exekuci zabavena dílna, rozešla se část jeho učňů do světa. V letech 1458/9 se usadili v Bamberku, v roce 1460 ve Štrasburku. Z Německa se potom knihtisk rozšířil do Rakouska (1461?), Itálie (1465), Francie (1470), Švýcarska (1468?), Španělska (1472), Anglie (1473), Maďarska (1473), Polska (1473), Dánska (1482), na Moravu (1486).
Za nejstarší knihu vytištěnou v Čechách se dlouho pokládala „Kronika trojánská“, vytištěná neznámým tiskařem v Plzni a datovaná rokem 1468. Později se však objevil rukopis s datem 1468, který byl přesnou předlohou pro tisk, a je tedy možné, že i datum bylo z něho mechanicky převzato. Kromě toho není rok 1468 vzhledem k šíření knihtisku po Evropě příliš pravděpodobný. Knihtisk se zřejmě do Čech rozšířil v polovině 70. let 15. století, pravděpodobně přímo z Bamberku. Před rokem 1500 se dále tisklo na území Švédska, Chorvatska, Černé Hory. Německý tiskař v portugalských službách tiskl roku 1494 na ostrovech Sao Tomé v Africe.
Roku 1500 existovalo už 1100 dílen ve více než 250 městech, převážně v Itálii (80), Německu (50), Francii (40) a Španělsku (30). Šíření knihtisku záviselo na ekonomické vyspělosti jednotlivých lokalit, dostupnosti surovin a existenci movitých objednavatelů (biskupské a panovnické dvory, univerzity, kapituly).
V 16. století byl knihtisk zaveden v Rumunsku, Řecku, Bosně, Litvě, Islandu, Srbsku, Rusku, ze Španělska a Portugalska knihtisk rozšířili misionáři do Jižní a Střední Ameriky (Mexiko 1539), do Indie (Goa 1550) a Japonska (Nagasaki 1590). Židé začali tisknout hebrejskými typy ve Španělsku, Řecku a Turecku, na sever od Alp potom poprvé 1525 v Praze. Tisk slovanskými literami (hlaholicí a cyrilicí) vznikl koncem 15. století na Balkáně, od roku 1517 tiskl František Skorina cyrilskými literami v Praze.
V 17. století se knihtisk rozšířil například do Severní Ameriky, Finska nebo Norska. V islámských zemích byl knihtisk přísně zakázán až do roku 1729, s výjimkou židovských a křesťanských knih. Bulharsko či Austrálie datují první tištěné knihy až do 19. století.

## Rozvoj tiskařských technik v 19. a 20. století
Se šířením gramotnosti vznikla v 19. století nová poptávka po levnějších knihách a tiskovinách. Důležitým pokrokem bylo zavedení strojní výroby papíru v „nekonečném“ pásu, od poloviny 19. století ze dřeva, vynálezy lepších tiskařských lisů (rychlolisy, rotační tisk) a postupně i nových technik tisku z hloubky (hlubotisk) a z plochy (litografie, ofset). Ve druhé polovině 19. století začal masový tisk novin na rotačních strojích a od poloviny 20. století začal ofset vytlačovat tisk z výšky i v tisku knih, časopisů a novin. Koncem 20. století se masově rozšířila fotosazba a barevný ofsetový tisk, který je dnes nejběžnější tiskovou technikou.

## Grafy

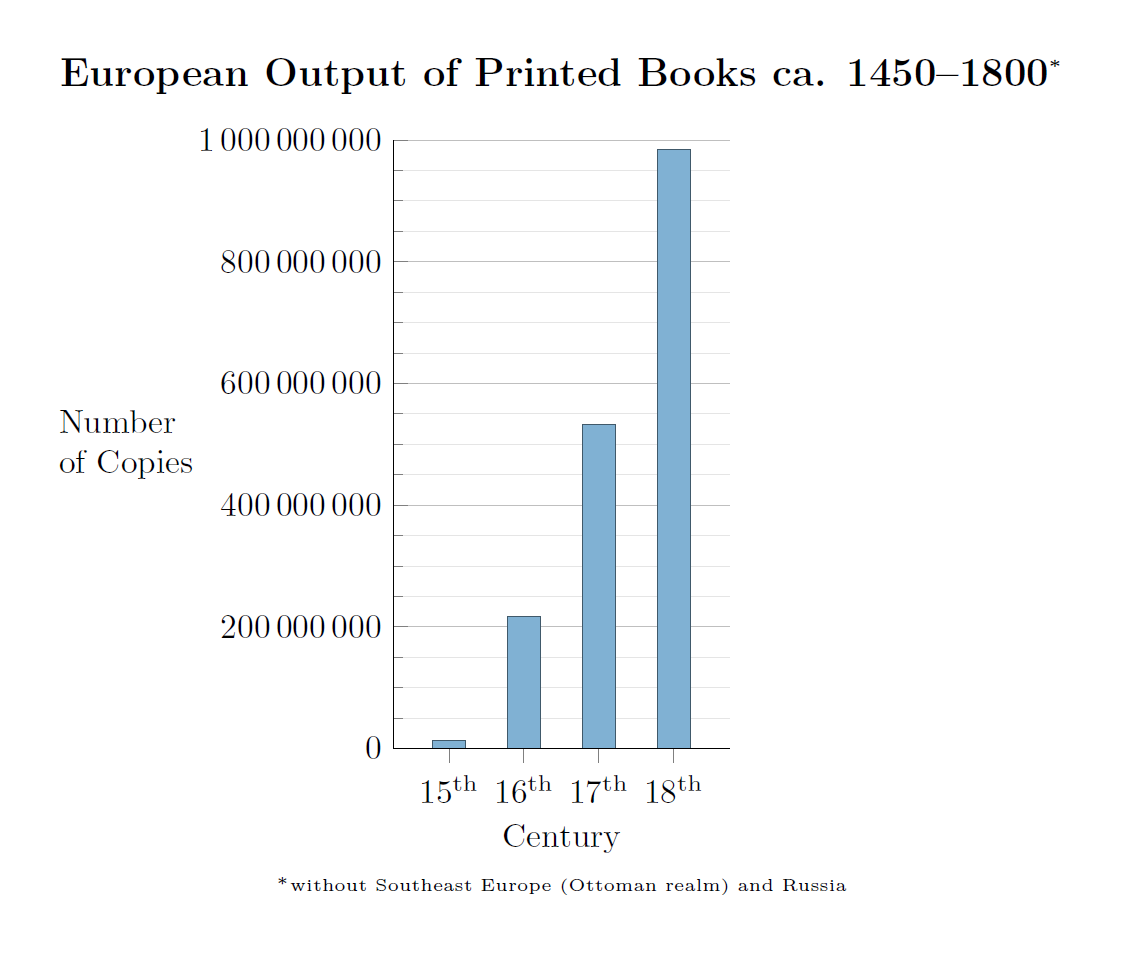
Produkce tištěných knih do roku 1800
Tiskárny v 15. století[5]
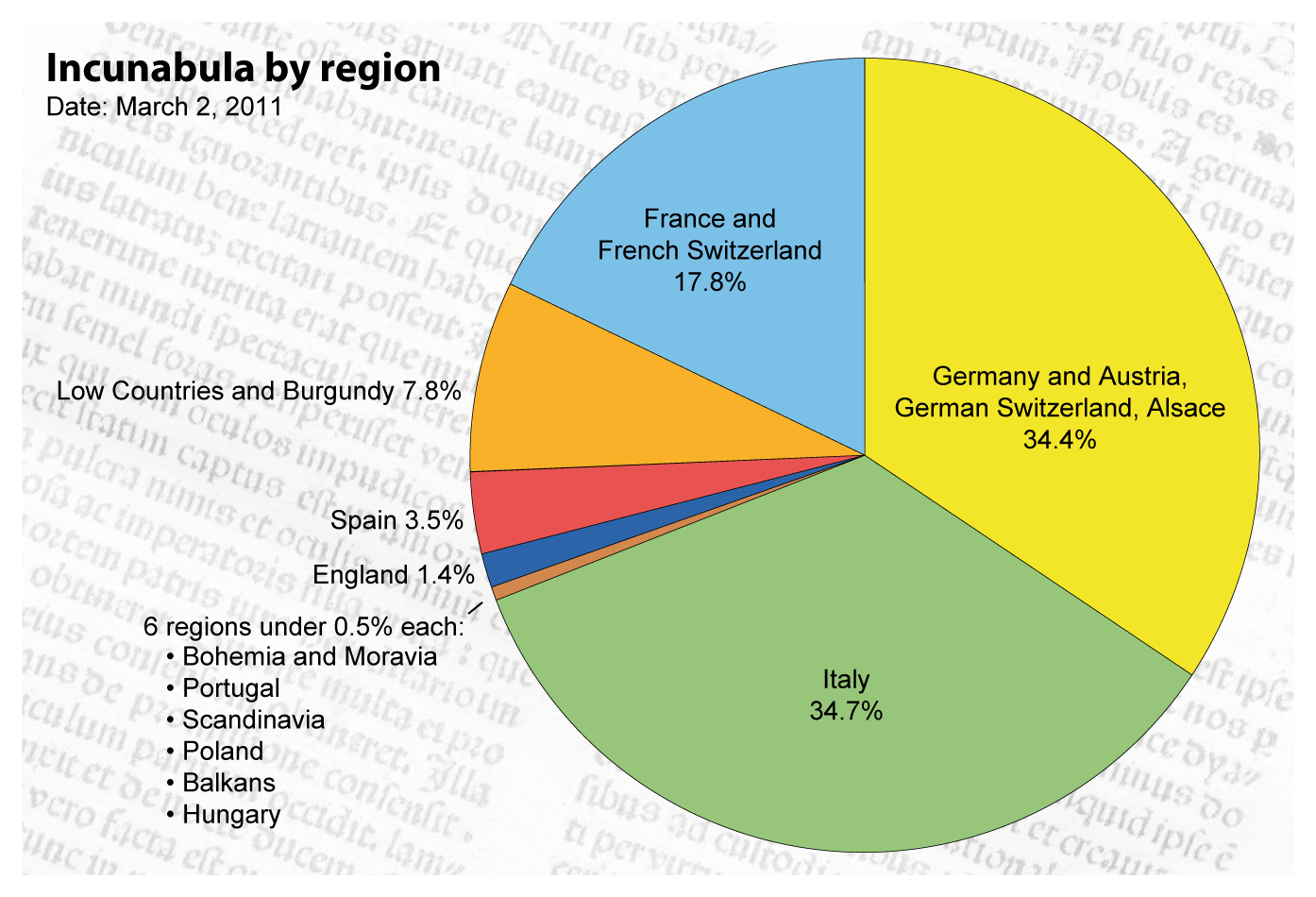
Rozložení prvotisků podle oblastí
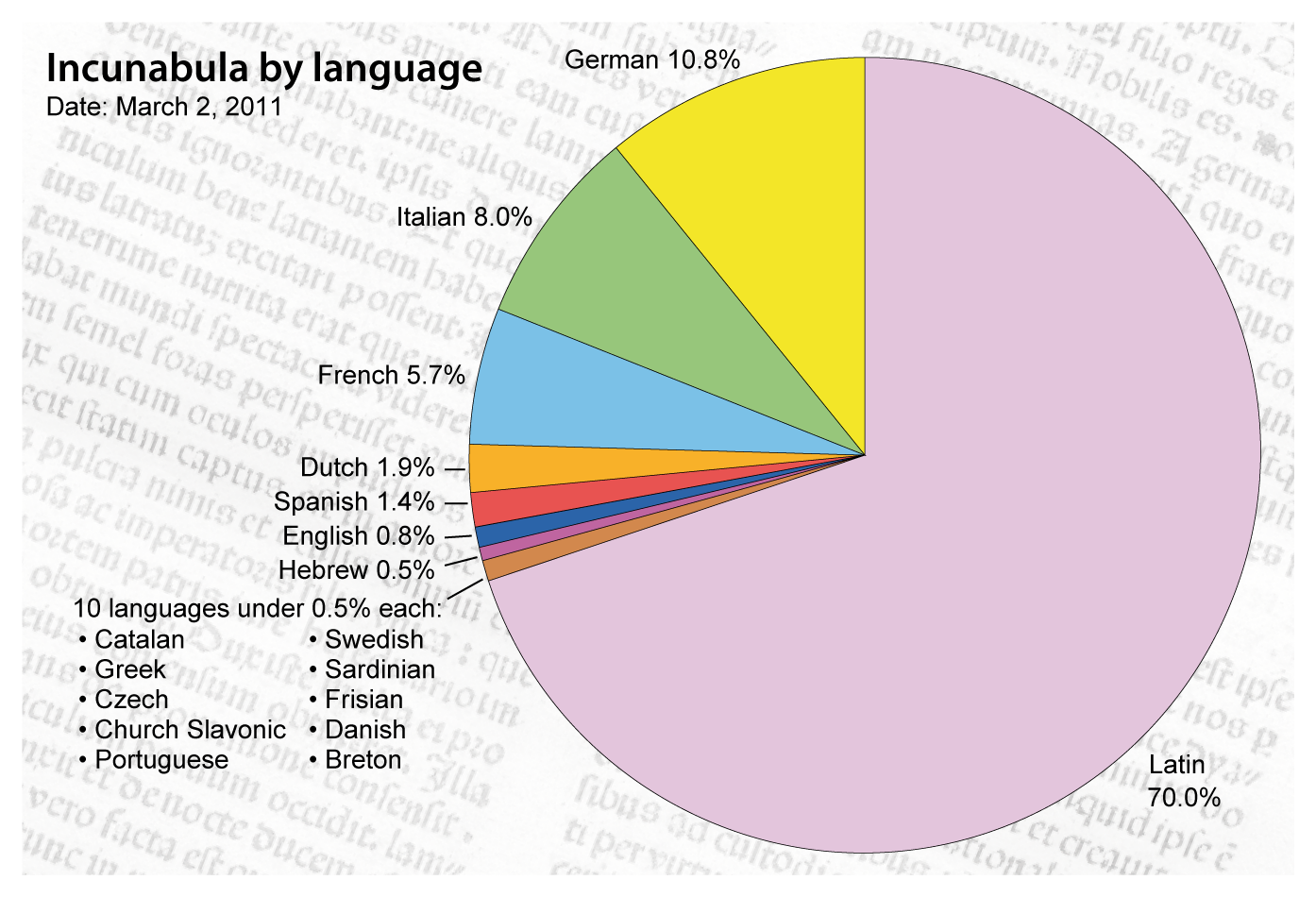
Rozložení prvotisků podle jazyka

## Galerie

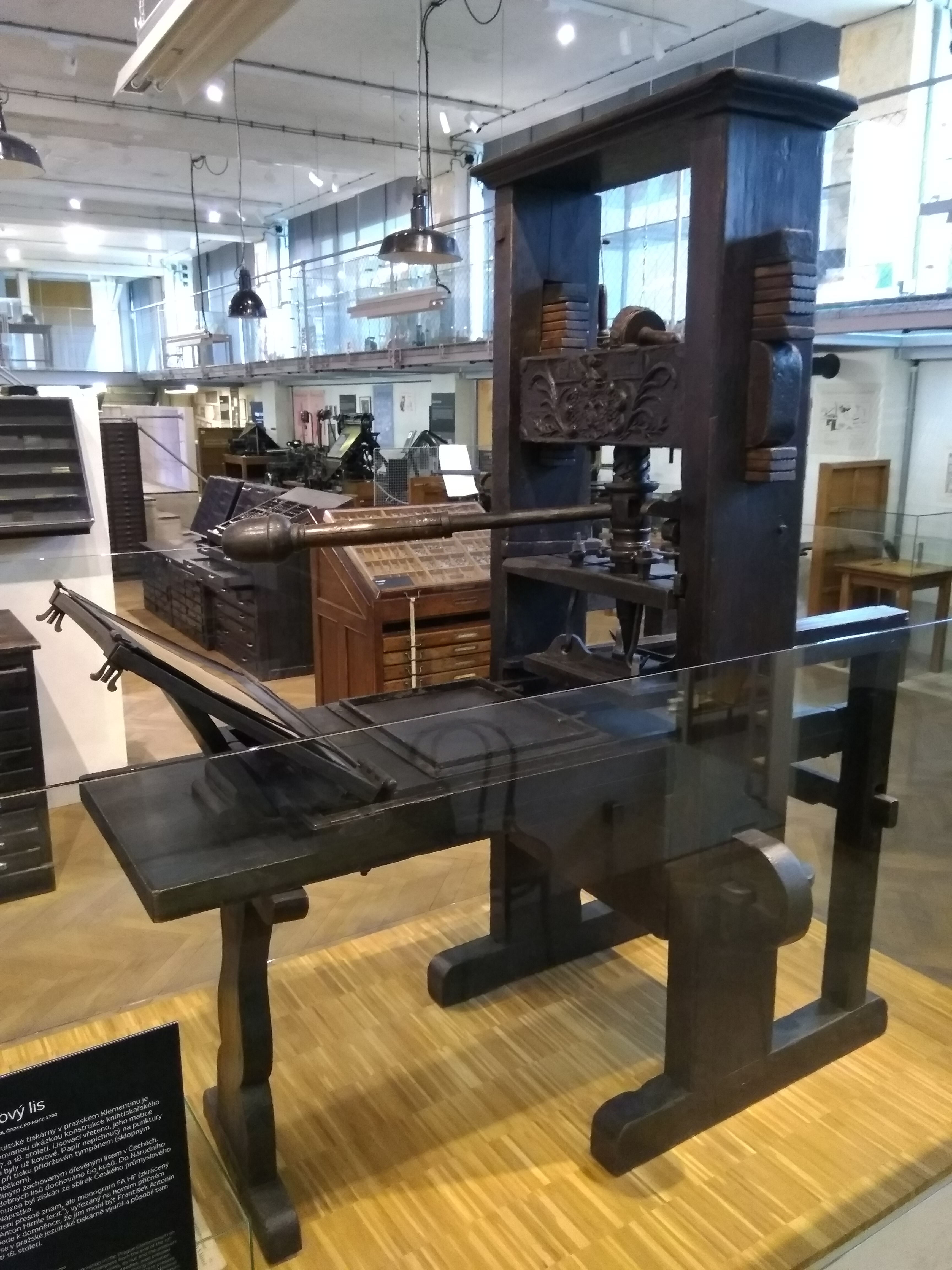
Dřevěný lis z jezuitské tiskárny v pražském Klementinu z přelomu 17. a 18. stol. Jediný zachovaný dřevěný lis v Čechách.
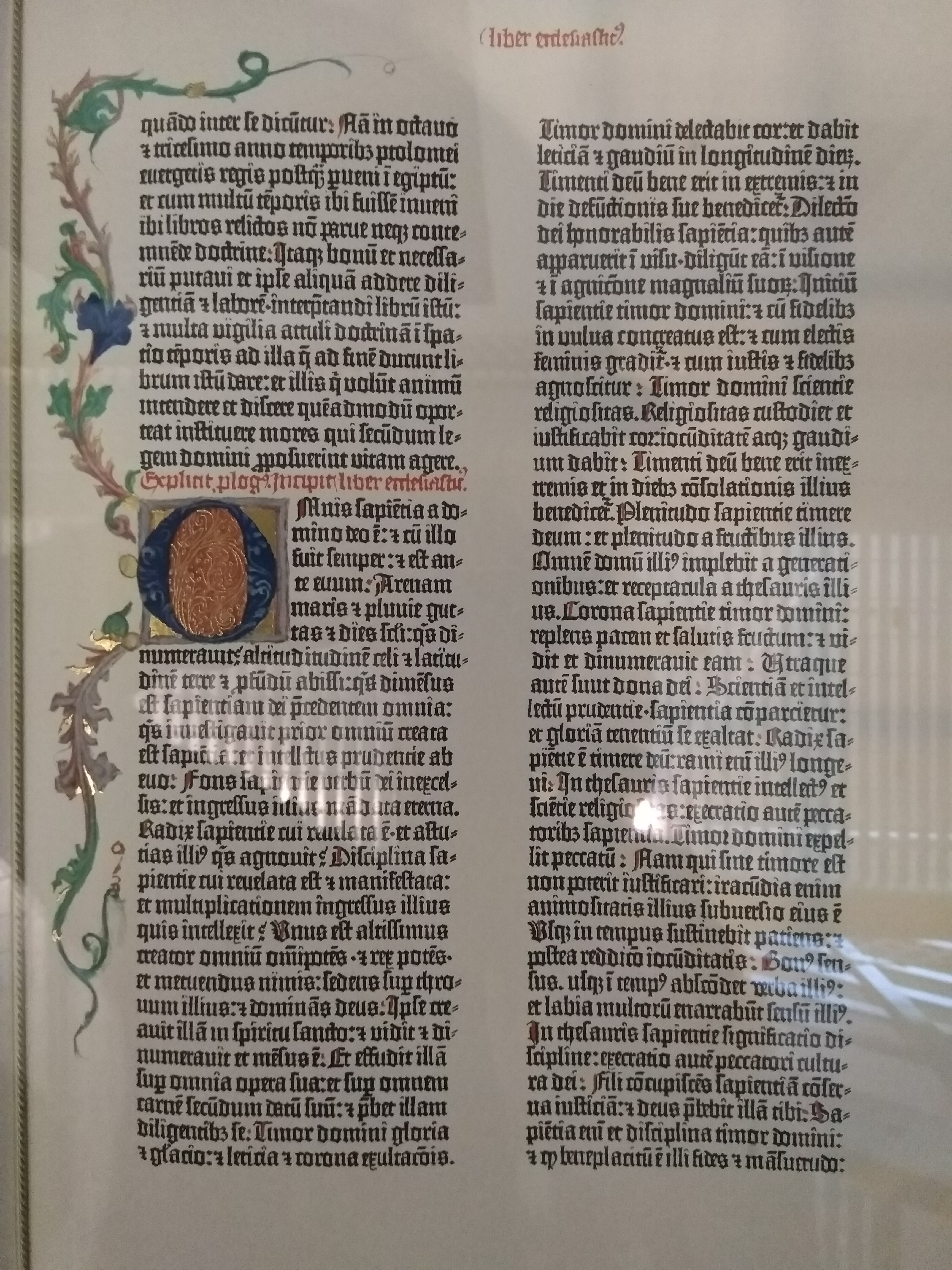
Kopie stránky z Gutenbergovy 42řádkové Bible. (Národní technické muzeum v Praze.)
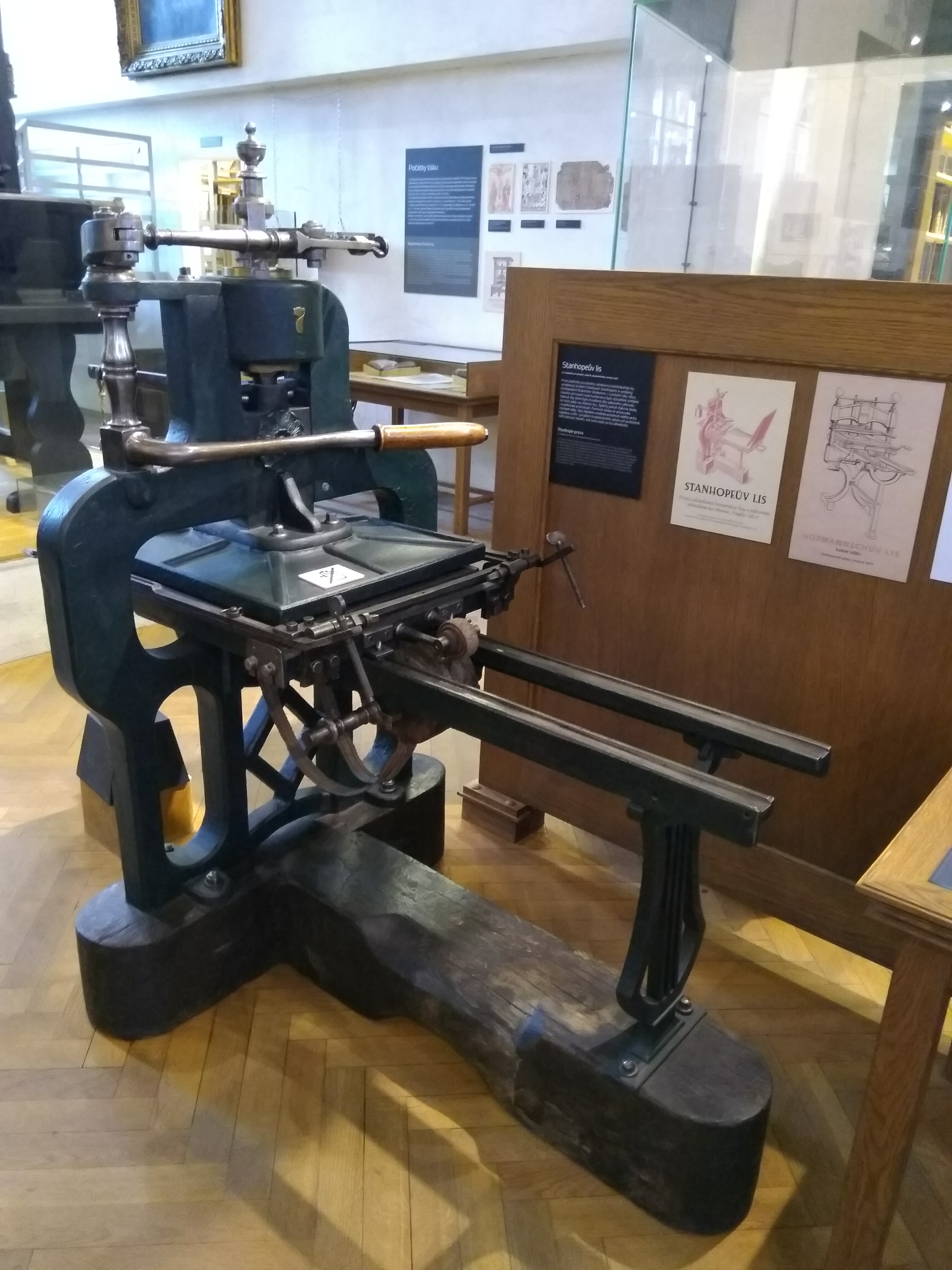
První prakticky použitelný celokovový knihtiskařský lis, vynalezený lordem Robertem Walkerem v Londýně roku 1800. (Národní technické muzeum v Praze)
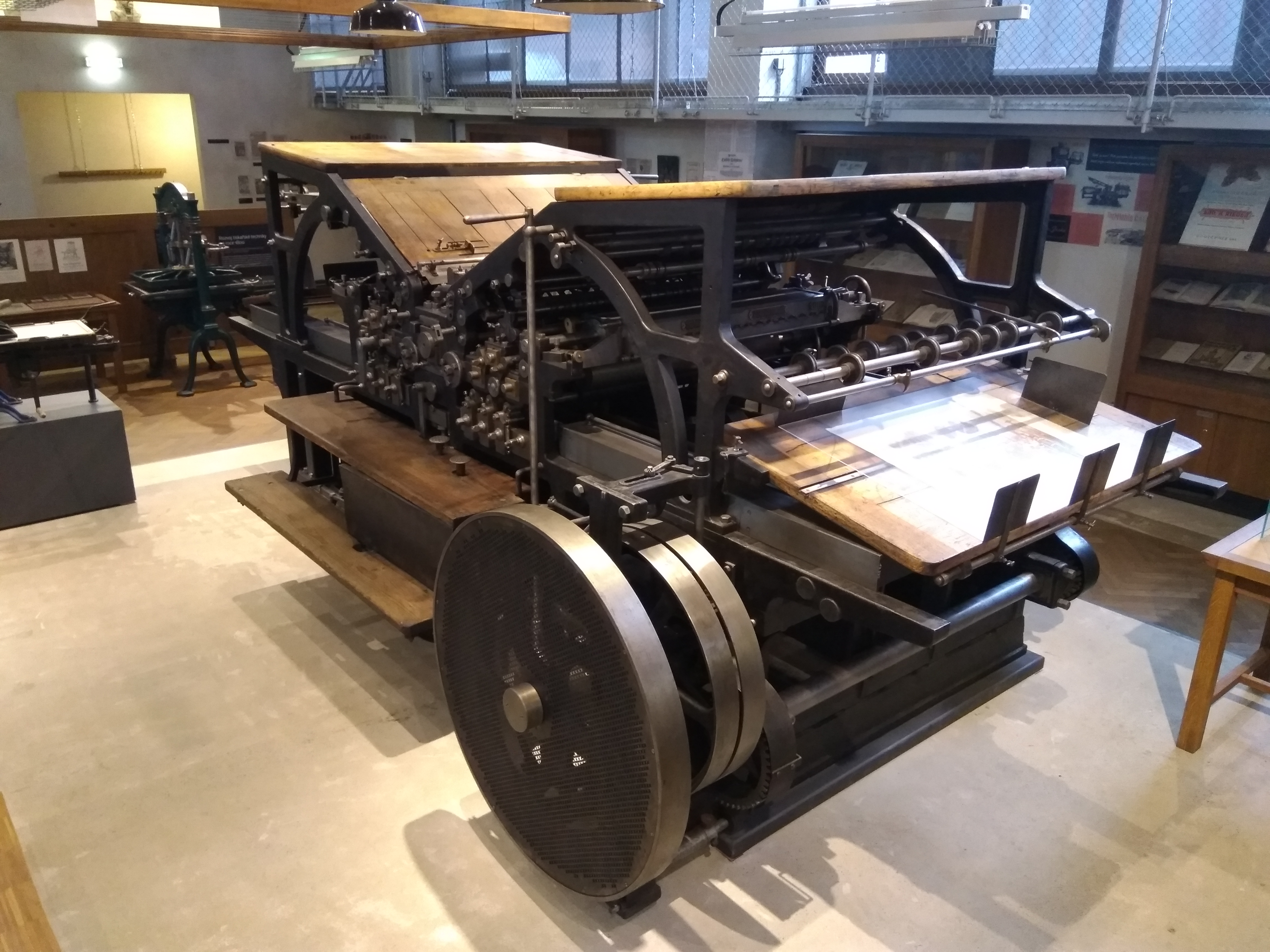
Rychlolis Johannisberg (1910) byl poháněn řemenem od transmisní hřídele a tiskl kývavým pohybem oběma směry. (Národní technické muzeum v Praze).